# Payena maingayi
Espèce
Synonymes
- Madhuca maingayi (C.B.Clarke) Baehni[1]

Statut de conservation UICN

 LC  : Préoccupation mineure
Payena maingayi est une espèce de plantes à fleurs de la famille des Sapotaceae.

## Publication originale
- The Flora of British India 3: 547. 1882.